# NGC 1601
NGC 1601 est une galaxie lenticulaire vue par la tranche et située dans la constellation de l'Éridan. NGC 1601 a été découverte par le physicien irlandais George Stoney en 1849.

## Caractéristiques
Sa vitesse par rapport au fond diffus cosmologique est de 4 937 ± 56 km/s, ce qui correspond à une distance de Hubble de 72,8 ± 5,2 Mpc (∼237 millions d'al).
À ce jour, quatre mesures non basées sur le décalage vers le rouge (redshift) donnent une distance de 63,725 ± 16,494 Mpc (∼208 millions d'al), ce qui est à l'intérieur des valeurs de la distance de Hubble. Notons cependant que c'est avec la valeur moyenne des mesures indépendantes, lorsqu'elles existent, que la base de données NASA/IPAC calcule le diamètre d'une galaxie et qu'en conséquence le diamètre de NGC 1601 pourrait être d'environ 12,8 kpc (∼41 700 al) si on utilisait la distance de Hubble pour le calculer.
En raison d'une  brillance de surface égale à 11,94 mag/am2, on peut qualifier NGC 1601 de galaxie présentant une brillance de surface élevée.